# رودريغو أمارانتي

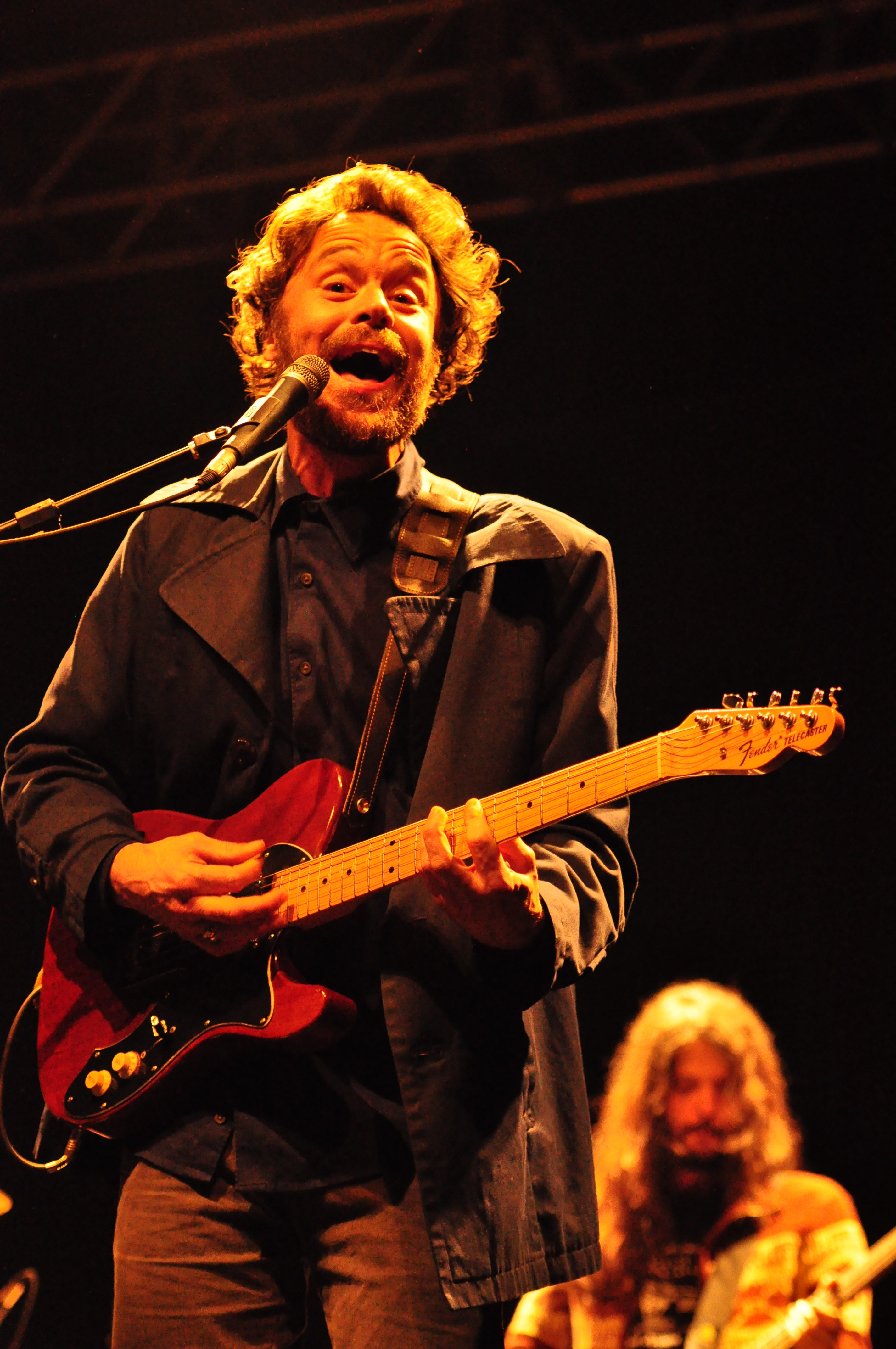

رودريغو أمارانتي دي كاسترو نيفيس (بالبرتغالية: Rodrigo Amarante‏) (ولد في 6 سبتمبر 1976 في ريو دي جانيرو وهو مغني برازيلي وكاتب أغاني.هو جزء من فرق لوس هيرمانوس وأوركيسترا إمبريال وليتل جوي، وأصدر أول سجل فردي له، كافالو، في البرازيل في أواخر عام 2013 وفي جميع أنحاء العالم في مايو 2014.
كما كتب وأدى بوليرو «تويو»، الأغنية الرئيسية لسلسلة نيتفليكس الأصلية ناركوس (2015).

## حياته
في لوس هيرمانوس درس أمارانتي الصحافة في الجامعة البابوية الكاثوليكية في ريو دي جانيرو، حيث التقى مارسيلو كاميلو ورودريغو باربا. بعد بضعة بروفات مع لوس هيرمانوس دعي أمارانتي للانضمام إلى الفرقة.

## أعماله
- ألبومه الأول ، لوس هيرمانوس (1999)، ساهم أمارانت قليلا جدا، وعزف علي الناي وغنى غناء دعم. هناك أغنيتان فقط كتبتهما: «كيم ساب»، و «أونز دياس».
- ألبوم الفرقة الثاني بلوكو دو يو سوزينيو (2001)، كان امارانت قادرا على إظهار جودته الموسيقية الحقيقية، وعزف علي الإيتار مع مارسيلو وكتب المزيد من الأغاني. وسجل أغنية "Sentimental" والتي يعتبرها دادو فيلا لوبوس من فرقة (ليجياو أوربانا) أنها يمكن أن تكون أفضل أغنية في عام 2001.
- في ألبومهم الثالث فينتورا (2003)، جاء الاعتراف أمارانتي ككاتب أغاني كبير؛ بتقديمه أغنية (The Old Man and the Young Lad الرجل العجوز والشابة)؛ وأغنية Last Romance؛ وغيرها... وأصبح معترفا به كأحد قادة الفرقة.
- الألبوم الرابع للمجموعة،(2005)، كتب أمارانت تقريبا العديد من الأغاني. على الرغم من أن الألبوم لم يحقق نجاحا كبيرا مثل الألبوم السابق، إلا أن أغاني أمارانت كانت أكثر تميزا، مثل أغنية (The Windالريح) - وأغنية (First Walkالمشي الأول)وغيرها....

في عام 2006، فاز أمارانتي بجائزة أفضل عازف في بريميو مولتيشو.
في نيسان / أبريل 2007 أعلنت الفرقة أنها تسير في حالة توقف، منذ عام 2009.
```
بعد توقفه
 عن لوس هيرمانوس (في عام 2007)، كرس أمارانتي نفسه لفرقة أوركيسترا إمبريال؛ وسجل معهم العديد من الأغاني.
```

وفي عام 2007، انضمت أمارانتي مع ستروكيس وفابريزيو موريتي والموسيقار والمغني الأمريكي، وكاتب الاغاني بينكي شابيرو لتشكيل ليتل جوي، ليكونو مجموعة فرقة روك برازيلية / أمريكية.
- في عام 2014، أصدر أمارانتي أول ألبوم منفرد له، كافالوCavalo، وظهر كأحد أغاني نير ميوزك "50 أغنية المفضلة لعام 2014 .وقام بأداء الألبوم في جولة في حوالي 30 دولة مختلفة.

وفي عام 2015، كتب أمارانت وأغنى الناطقين بالإسبانية بأغنية «تويوTuyo»، كموضوع افتتاح لسلسلة نيتفليكس الأصلية ناركوس؛ وتم ترشيحه
 لجائزة إيمي...

### ألبومات مع Los Hermanos
- Los Hermanos (1999)
- Bloco do Eu Sozinho (2001)
- Ventura (2003)
- 4 (2005)

### مع فرقة Little Joy
- (Little Joy (2008

### كمنفرد
- (Cavalo (2013
- (TBA (2017

### موسيقى تصويرية
- "Tuyo" (2015) on the Narcos (Netflix Original series) Soundtrack

## في فرقة Orquestra Imperial
بعد انقطاعه عن لوس هيرمانوس Los Hermanos؛(في عام 2007)، كرس أمارانتي نفسه لأوركيسترا إمبريالOrquestra Imperial (فرقة يعزف فيها مع مورينو فيلوسو) نينا بيكر، والممثلة تالما دي فريتاس، وذهب إلى كاليفورنيا لتسجيل Smokey Rolls Down Thunder Canyon ، مع ديفيندرا بانهارت Devendra Banhart. هناك، بدأ كتابة الأغاني مع فابريزيو موريتي Fabrizio Moretti وبينكي شابيرو Binki Shapiro، والدي سيكون معهم فرقة Little Joy.

## مع فرقة Little Joy
في عام 2007، انضم أمارانتي مع Fabrizio Moretti ؛ وكاتب الاغاني Binki Shapiro لتشكيل الثلاثي ليتل جويLittle Joy، مجموعة الروك البرازيلية / الأمريكية. وقد اجتمع أمارانتي وموريتي في عام 2006، في مهرجان في لشبونة؛ وجاءت الفكرة لبدء مشروع موسيقي جديد لا علاقة له بفرق كل منهما. عندما جاء أماراتي للعمل في لوس انجليس مع ديفيندرا بانهارت Devendra Banhart؛ في ألبومه عام 2007 Smokey Rolls Down Thunder Canyon جددوا التعارف وبدأوا في عزف الموسيقى، تم استدعى Binki .و تم توقيع Little Joy لتسمية سجلات التجارة الخام.

## وصلات خارجية
- رودريغو أمارانتي على موقع IMDb (الإنجليزية)
- رودريغو أمارانتي على موقع ميوزك برينز (الإنجليزية)
- رودريغو أمارانتي على موقع ديسكوغز (الإنجليزية)
- رودريغو أمارانتي على موقع قاعدة بيانات الفيلم (الإنجليزية)